# Protukatoličanstvo
Protukatoličanstvo ili protukatolicizam je izraz koji se rabi za predrasude, diskriminaciju i neprijateljstvo prema pripadnicima katoličke vjere.
Izraz se također rabi za vjerske progone katolika tijekom povijesti ili vjerska uvjerenja suprotna katoličanstvu.
U novom vijeku Katolička crkva se borila za zadržavanje svoje tradicionalne duhovne i političke uloge u svjetlu nastanka sekularnih snaga u Europi. Kao rezultat tih borbi pojavilo se neprijateljstvo spram političke, društvene i vjerske uloge papa i svećenstva u vidu anti-klerikalizma.
U najnovijem razdoblju protukatoličanstve se pojavljuje u više oblika uključujući progon katolika u mjestima gdje su vjerska manjina, napadi vlada na njih diskriminacija i vandalizacija crkava i svetišta te napada na svećenstvo i laike.

## U modernoj Hrvatskoj
1. siječnja 2011. godine u Hrvatskoj je stupio na snagu Zakon o suzbijanju diskriminacije, a u prvom slučaju po ovom zakonu je optužena Jelena Mudrovčić Ćorić, katolička vjeroučiteljica iz Zagreba, da je na satu vjeronauka izjavila da je homoseksualnost bolest. Vjeroučiteljica je tvrdila da to nije izjavila nego se samo držala nastavnog plana i crkvenog učenja o homoseksualnosti, a sud je odbacio optužbe. Za vrijeme trajanja postupka Udruga Bl. Alojzije Stepinac i Udruga Vigilare organizirale su miran prosvjedni skup nazvan Stop kršćanofobiji na kojem se okupilo stotinjak građana.
U narednom razdoblju došlo je do sukoba svjetonazorskih i ideoloških stavova na relaciji Crkve, Vlade, udruga civilnog društva i medija. Posebno se to odnosi na pitanja umjetne oplodnje, definicije braka, homoseksualnosti, zdravstvenog (spolnog) odgoja i pobačaja.

### Kronologija
Krajem 2012. godine ukinuta je emisija "Hvaljen Isus i Marija" na Radio Sljemenu koja se emitirala dvadeset godina, HDKN je uputilo dopis u kojem tvrde da se takav potez može tumačiti kao "netrpeljivost i diskriminacija prema kršćanima", pa čak i kao "kršćanofobija!" U studenom 2012. godine voditelj centra za strane jezike zadarskog Sveučilišta dr.Ivan Poljaković je na jednom skupu o zdravstvenom odgoju izjavio da smatra da je homoseksualnost bolest i nakon toga bio suspendiran. Nakon nekog vremena i peticije potpore suzpenzija je povučena, a Ivan Poljaković tvrdi da je apsurdno govoriti da je homoseksualnost potpuno normalna pojava, kao što to govore pobornici rodne ideologije, te u tome vidi opasni i novi oblik totalitarizma, kojeg naziva dženderizam.U siječnju 2013. godine u gradu Zagrebu pojavili su se plakati za predstavu "Fine mrtve djevojke" kazališta Gavella, koja tematizira lezbijansku vezu. Na plakatu su prikazane dvije statue Djevice Marije u zagrljaju, a nakon reakcije vjernika da takav plakat vrijeđa njihove vjerske osjećaje, zagrebački gradonačelnik Milan Bandić je naredio uklanjanje plakata. 12. siječnja aktivisti Zagreb Pride-a organizirali su prosvjed pred zagrebačkom katedralom prosvjed pod nazivom "Ljubi bližnjega svoga" zbog navodnih homofobnih stavova koje Crkva upućuje vezano za zdravstveni odgoj. Početkom 2013. godine HRT je ukinuo emisiju "Slika Hrvatske" nakon što je urednica Karolina Vidović Krišto u epizodi naslovljenoj "Pedofilija kao temelj spolnog odgoja?" prikazala isječak iz filma o američkom seksologu Alfredu Kinsey-u u kojem se tvrdi da je do podataka u svojim istraživanjima dolazio i preko pedofila, a njegova se literatura preporuča u zdravstvenom odgoju u hrvatskim školama. Kardinal Josip Bozanić primio je i razgovarao s novinarkom Vidović Krišto te izjavio da je ukidanje emisije udar na slobodu govora. 15. lipnja na Zagreb Pride-u 2013, gej aktivisti su proglasili Josipa Bozanića homofobom godine, a na internet stranicama obrazložili nominaciju ovim riječima:"Prvi među nejednakima, kardinal Josip Bozanić samim time što predvodi kaptolsku elitu odgovoran je za sve njihove postupke. Kaptol je predvodnik anti-znanstvene, homofobne i seksističke nacionalne kampanje koja je započela prije godinu-dvije s umjetnom oplodnjom, kulminirala zdravstvenim odgojem i završila anti-LGBT referendumskom inicijativom." Uz njega su još bili nominirani; Valentin Pozaić, Karolina Vidović Krišto, Ivan Poljaković i Adalbert Rebić, koji su svi vjernici katolici. 2011. godine za homofoba desetljeća je izabrana Marijana Petir, vjernica katolkinja i u to vrijeme saborska zastupnica stranke HSS. Pritom je izjavila;"Zalažem se da se poštuju ljudska prava i slobode. No, ova manjina je vrlo glasna u inzistiranju na svojim pravima dok istovremeno drugima niječu njihova prava.Moram reći da i ja s njihove strane osjećam svojevrsnu kršćanofobiju". U kolovozu 2013. godine uručen je otkaz primalji Jagi Stojak, jer je odbila sudjelovati u pobačaju u kninskoj bolnici. Nakon što su mediji izvjestili o slučaju, primalja Jaga Stojak je ipak vraćena na posao te izjavila da osobno abortus smatra ubojstvom. Na blagdan Velike Gospe nadbiskupi splitsko-makarski Marin Barišić i nadbiskup đakovačko-osječki Đuro Hranić pohvalili su odluku Jage Stojak da odbija sudjelovati u pobačaju, a predsjednik HBK, nadbiskup zadarski Želimir Puljić, zatražio je da se promjeni zakon iz vremena komunizma kojim se dozvoljava abortus, koji je nazvao čedomorstvom Par mjeseci prije, papa Franjo je javno pozvao na zakonsku zaštitu ljudskoj života od začeća do prirodne smrti.